# Монте Тавијанела II (Болоња)
Монте Тавијанела II (итал. Monte Tavianella II) је насеље у Италији у округу Болоња, региону Емилија-Ромања.
Према процени из 2011. у насељу је живело 5 становника. Насеље се налази на надморској висини од 979 м.